# Amaranthus tuberculatus
Amaranthus tuberculatus là loài thực vật có hoa thuộc họ Dền. Loài này được (Moq.) Sauer mô tả khoa học đầu tiên năm 1955.